# Sietas Typ 9
Der Typ 9 ist ein Wechseldecker-Küstenmotorschiffstyp der Sietas-Werft in Hamburg-Neuenfelde.

## Geschichte

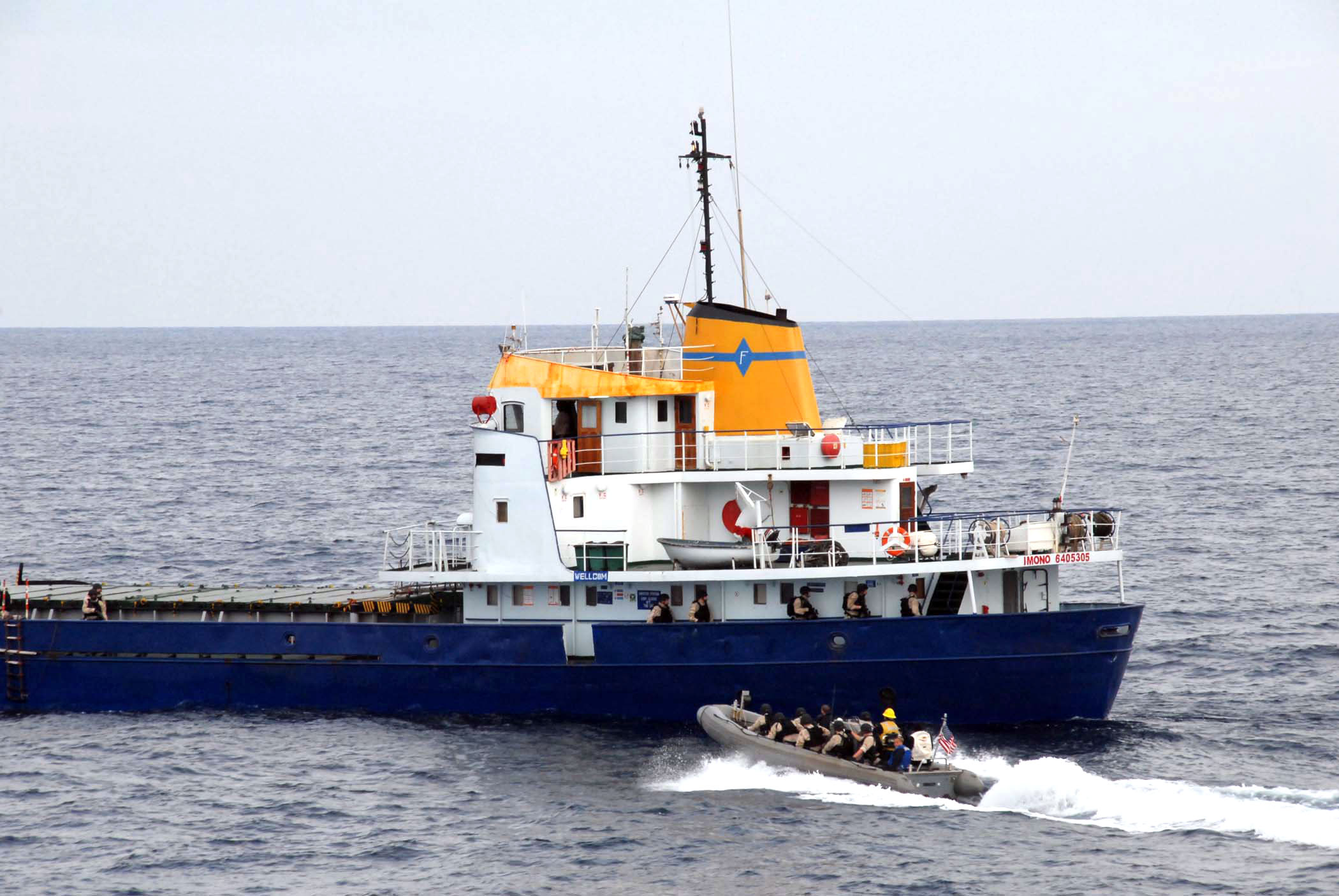
Achterschiff der Lady Aziza, ehemals Nautica

Die Baureihe wurde von verschiedenen Reedereien geordert und von 1960 bis 1966 in zwölf Einheiten und zwei Bauvarianten gebaut. Eingesetzt wurden die Schiffe anfangs vorwiegend in der kleinen und mittleren Fahrt. Später fand man die noch vorhandenen Schiffe des Typs, teilweise verlängert und meist ohne Ladegeschirr, weltweit in der Küstenfahrt.

## Technik

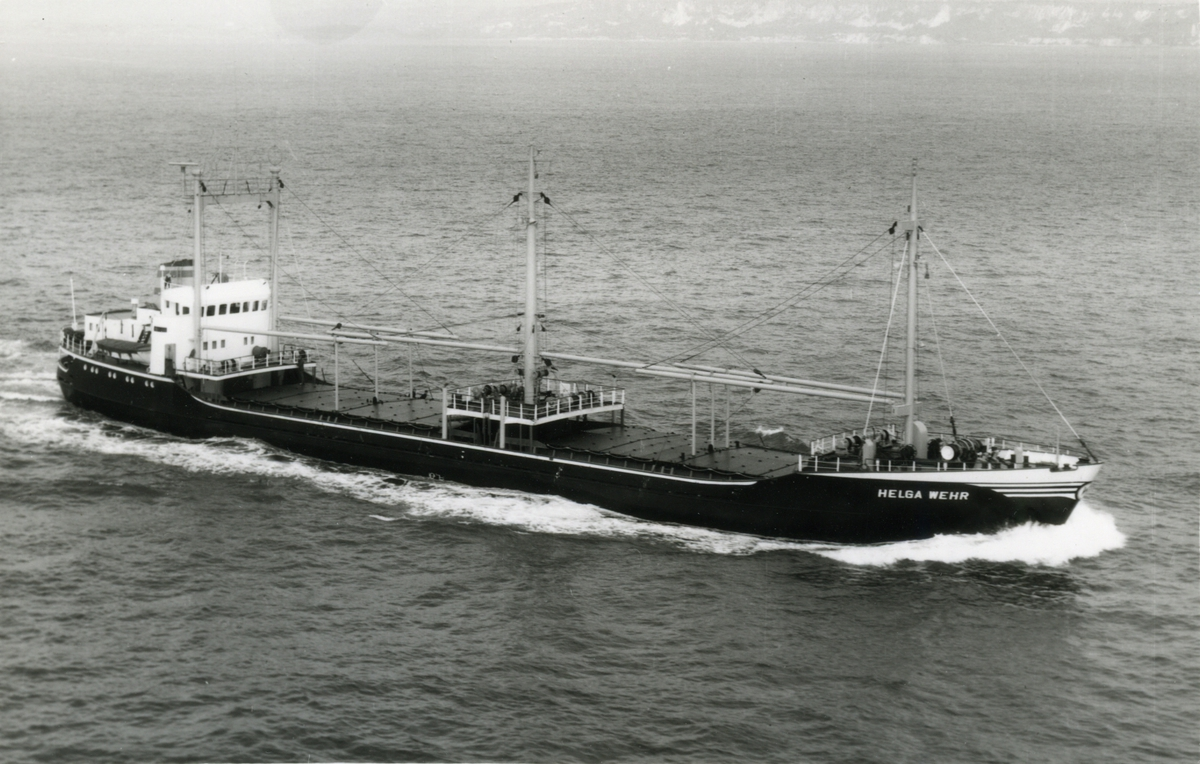
Die Helga Wehr, Untertyp 9b

Die Schiffe verfügten je nach Bauausführung über zwei, beziehungsweise drei Laderäume mit Zwischendeck. Das 1960 abgelieferte Typschiff Anita-Adele hatte noch zwei Laderäume mit einem Rauminhalt von 2412,7 m³ Kornraum beziehungsweise 2077,8 m³ Ballenraum, während spätere Schiffe des Typ 9 drei Laderäume mit 2809,5 m³ Kornraum beziehungsweise 2566,0 m³ vergrößerten Ballenraum und beim Typ 9b wieder zwei Laderäume mit einem nochmals größeren Laderauminhalt von 2917,2 m³ Kornraum beziehungsweise 2693,4 m³ Ballenraum aufwiesen. Durch die weitestgehend unverbaute Form des Laderaums mit geringem Unterstau ist der Schiffstyp auch in der Zellulose- oder Paketholzfahrt einsetzbar. Darüber hinaus besitzen die Schiffe des Typ eine ebene Tankdecke durch den durchgehenden Doppelboden (der Typ 9b besaß einen Absatz in der Tankdecke des vorderen Laderaums). Beim Typschiff wurden einfache Lukendeckel aus Holz mit seefester Abdeckung aus Persenning verwendet, spätere Einheiten erhielten MacGregor-Stahllukendeckel. Beim Ladegeschirr wichen die Einheiten der Serie voneinander ab. Das Typschiff erhielt eine Ausrüstung mit acht Ladebäumen mit einer Tragkraft von jeweils drei Tonnen, spätere Schiffe erhielten häufig sechs Ladebäume mit ebenfalls drei Tonnen Tragkraft. Einige Schiffe, wie die Marie Rüsch oder die Canopus, wurden mit vier, beziehungsweise drei Mastkränen versehen.
Angetrieben werden die Schiffe der Baureihe von Viertakt-Dieselmotoren verschiedener Hersteller, die bei der Mehrzahl der Schiffe auf einen Festpropeller wirken.

## Die Schiffe
| Sietas Typ 9   | Sietas Typ 9 | Sietas Typ 9 | Sietas Typ 9 | Sietas Typ 9           | Sietas Typ 9                                  | Sietas Typ 9 | Sietas Typ 9 |
| Bauname        | Typ          | Bau- nummer  | IMO-Nummer   | Stapellauf Ablieferung | Auftraggeber                                  | Umbenennungen und Verbleib |              |
| -------------- | ------------ | ------------ | ------------ | ---------------------- | --------------------------------------------- | --- | ------------ |
| Anita-Adele    | 9            | 435          | 5017955      | 05.03.1960 14.04.1960  | Hugo Bartels, Hamburg                         | 1969 Argonaut → 1978 Argonaut II → 1983 Johann I → 1987 Argonaut → 2001 Fabjani, am 25. September 2007 zum Abbruch in Aliağa eingetroffen |              |
| Nautica        | 9            | 531          | 6405305      | 09.11.1963 07.12.1963  | Peter Döhle, Hamburg                          | 1985 Nautila → 1993 Nautica → 2003 Fatme → 2004 Lady Aziza, am 19. Dezember 2011 zum Abbruch in Aliağa eingetroffen |              |
| Anna Becker    | 9            | 549          | 6500909      | 20.09.1964 21.12.1964  | Arnold Becker, Hamburg                        | 1972 Saint Herblain → 1978 Gitana → 1991 Lena → 1998 Lena I → 2007 Dimitrios, so 2023 in Fahrt |              |
| Marie Rüsch    | 9            | 557          | 6510942      | 13.02.1965 06.03.1965  | P. Rüsch, Hamburg                             | 1965 Lappland → 1976 Maria Russ → 1977 Marie I → 1990 Corinna → 1991 Iman → 2001 Iman A → 2002 Nashwa A, Verbleib unklar |              |
| Planet         | 9            | 552          | 6510849      | 04.03.1965 31.03.1965  | Henry Gerdau, Hamburg                         | 1977 Heimfeld → 1982 Metric → 1986 Bewa → 1989 Nada → 2000 Marwa → 2003 Yousef A, am 29. November 2013 zum Abbruch in Aliağa eingetroffen |              |
| Hans Bülow     | 9            | 527          | 6511489      | 23.03.1965 21.04.1965  | H. G. Bülow, Hamburg                          | 1966 Öland → 1966 Norrland → 1982 Trimar Joy → 1983 Leeswig → 1986 Matthias → 1989 Maged H, am 20. November 1994 auf einer Reise von Port Said nach Koper nach Wassereinbruch im Maschinenraum vor Kap Malea gesunken |              |
| Annchen Felter | 9            | 553          | 6512407      | 10.04.1965 08.05.1965  | Heinrich Felter (Heinr. & W. Felter), Hamburg | 1970 Reze → 1975 Minorca → 1978 Amanda I → 1983 Medawar I, am 8. September 1996 Brand an Bord auf Position 35,40°N; 027,35°E, Mannschaft abgeborgen, Havarist am 10. September nach Lavrio und am 20. September nach Constanța geschleppt, als Totalverlust am 24. Mai 2000 zum Abbruch verkauft und danach in Constanța verschrottet |              |
| Thor           | 9            | 550          | 6513487      | 27.04.1965 26.05.1965  | Henry K. M. Horstmann & Jonny Gährs, Hamburg  | 1991 Emelie → 1996 Exodus I → 1998 Emelie I → 1999 Emelie II, am 23. September 2010 im Register gelöscht |              |
| Wieland        | 9            | 578          | 6611904      | 20.01.1966 16.02.1966  | D. Tamke, Hamburg                             | 1975 Nordkliff → 1984 Quickborn → 1986 Orinoco → 1986 Atheras→ 1999 Captain Vassilis → 2011 Med II, am 13. Mai 2011 zum Abbruch in Aliağa eingetroffen |              |
| Helga Wehr     | 9b           | 573          | 6609664      | 05.02.1966 08.03.1966  | Oskar Wehr, Hamburg                           | 1982 Stefan E, am 23. März 1987 auf der Fahrt von Antwerpen nach Monrovia nördlich von Dakar gesunken |              |
| Wilken         | 9b           | 589          | 6611916      | 22.02.1966 23.03.1966  | Ferdinand Lühmann, Cuxhaven                   | 1981 Susan → 1986 George H → 1993 Ioanna → 2006 Rio → 2007 Assos, am 20. August 2010 zum Abbruch in Aliağa eingetroffen |              |
| Canopus        | 9            | 563          | 6611784      | 20.04.1966 12.05.1966  | Willi Eckert, Hamburg                         | 1976 Rudolf Karstens → 1985 Golfstrom → 1986 Käthe → 1988 Zakinthos → 1996 Walaa → 2010 Maryam, am 14. November 2010 bei der Verladung von Bitumen in Port Tawfiq gesunken, als Totalverlust später dort verschrottet |              |